# Piper restrictum
Piper restrictum är en pepparväxtart som beskrevs av William Trelease. Piper restrictum ingår i släktet Piper och familjen pepparväxter. Inga underarter finns listade i Catalogue of Life.